# Тидоре (султанат)
Султанат Тидоре (индон. Kesultanan Tidore) — прибрежное государство, существовавшее на Молуккских островах по меньшей мере с XV века по 1906 г. На первом этапе существования оспаривало монополию на торговлю пряностями у султаната Тернате.
Столица султаната размещалась на острове Тидоре. Сфера влияния Тидоре распространялась на восток и юго-восток, во владении султаната были центральная и восточная части Хальмахеры, опорные пункты на новогвинейском (ирианском) побережье, а также восточный Серам.
Основой экономики Тидоре была торговля рабами и корой дерева массаи (употреблялась как благовоние и лекарство), вывозимыми с Новой Гвинеи. Владения управлялись местными правителями-вождями, а в ключевых пунктах находились наместники, следившие за действиями вассалов и регулярным поступлением дани.

## История

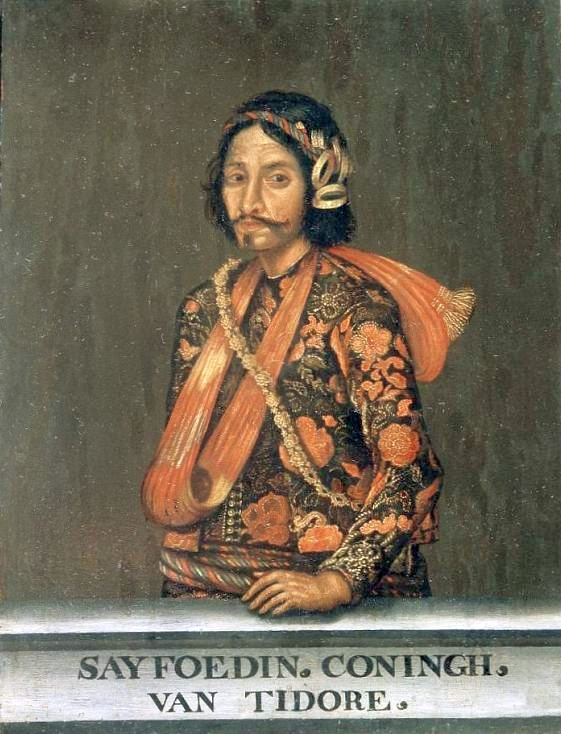
Султан Сайфуддин

Несмотря на отсутствие достоверных письменных источников, первым правителем Тидоре традиционно считается Мухаммад Накиль, взошедший на престол в 1081 году. В конце XIV века 11-й правитель Тидоре — Джамалуддин — сделал официальной религией ислам.
В 1526 году в Тидоре появились испанцы. Правители Тидоре заключили союз с Испанией, и испанцы построили на острове несколько фортов. Несмотря на разногласия между тидорцами и испанцами, их союз был необходим для противостояния союзу тернатцев и голландцев, которые построили форт на Тернате. Сохранение независимости Тидоре было выгодно испанцам, так как это помогало сдерживать голландскую экспансию и создавало для них угрозы их интересам в Азиатско-тихоокеанском регионе и позволяло поддерживать своё влияние в регионе. 
После ухода испанцев с Тидоре и Тернате в 1663 году султанат Тидоре стал самым сильным и наиболее независимым государством в регионе. После ухода испанцев он продолжал оказывать сопротивление Голландской Ост-Индской компании, которая, в свою очередь, стремилась к тотальному контролю в регионе. Особенно ярко это проявилось при султане Сайфуддине (1657—1689), когда двор Тидоре направлял получаемые от голландцев платежи за специи на подарки для укрепления связей с традиционными союзниками Тидоре и для усиления влияния на периферийных территориях. В результате многие местные политики поддерживали правителей Тидоре, и султану не представляло большого труда получить от них военную помощь, в отличие от правителей Тернате, которые были вынуждены обращаться за военной помощью к голландцам.
Несмотря на усиление португальского влияния, Тидоре оставался независимым до конца XVIII века. Как и Тернате, Тидоре коснулась голландская политика ограничения колониального производства специй (extirpatie) отдельными территориями. Эта политика была направлена на усиление голландской монополии на специи; она привела к снижению доходов Тидоре и ослаблению контроля за периферийными территориями.
В 1781 году принц Нуку покинул Тидоре и объявил себя султаном островов Папуа. Это было началом масштабной многолетней партизанской войны. Жители Папуа в большинстве своём поддерживали принца Нуку. Британцы поддерживали Нуку, так как партизаны были их естественными союзниками в борьбе против голландцев на Молуккских островах. Капитан Томас Форест поддерживал дипломатические отношения с принцем Нуку и был фактически британским послом.
Султанат фактически прекратил существование в 1906 году. Последний султан правил в 1947—67 гг., уже при Сукарно.